# Devasena
Devasena (sànscrit: देवसेना, romanitzat: Devasenā, llegit. 'Exèrcit dels devas', tàmil: தேவசேனா, romanitzat: Tēvacēṉā) és una deessa hindú de la guerra. També és coneguda com Devayanai, Deivanai i Deivayanai als textos tàmils. El seu nom també s'escriu com Teyvanai o Tevayanai (Teyvāṉai).
Devasena es descriu com la filla del Prajapati Daksha al Mahabharata, mentre que algunes escriptures sànscrites la consideren filla d'Indra, el rei dels devas, i la seva dona Shachi. En la iteració tàmil de l'Skanda Purana, se la representa com la filla del déu Vixnu, que més tard és adoptada per Indra. Ella està promesa amb Kartikeya per Indra, quan ell es converteix en el comandant en cap dels devas. En els relats tàmils, Devasena es representa generalment com una antítesi de Valli, la seva germana-dona; junts completen la divinitat. Devasena es representa generalment amb Murugan, i sovint també s'acompanya de Valli.
A Tamil Nadu, Devasena no gaudeix de culte independent, però és venerada com la consort de Murugan a la majoria dels seus temples. Té un paper més important al temple Tirupparankunram Murugan, que es creu que és el lloc del seu matrimoni. A l'Índia oriental, Devasena és adorada en forma de Shashthi, on se sol adorar de manera independent.